# Trichuridae
Tricuridele (Trichuridae) este o familie de nematode, paraziți ai tubului digestiv al vertebratelor.
Se distinge de alte nematode prin structura esofagului. El se compune din două părți, o porțiune anterioară musculară și o porțiune posterioară  glandulară. Porțiunea anterioară a esofagului este scurtă, musculară, cu un lumen triradiat. Porțiune posterioară  glandulară a esofagului numită sticosom, constă dintr-un tub îngust format din miofilamente situate împrejurul celulelor epiteliale secretoare de cuticulă. De acest tub sunt atașate 1-3 rânduri lungi de celule glandulare mari (sticocite). Un por conectează fiecare sticocit cu lumenul esofagului capilar, încorporat într-o invaginația a lanțului de sticocitelor. Sticocitele conțin mitocondrii și numeroase aparate Golgi, denotând o funcție secretorie a lor. Elementele contractile ale sticosomului ajută la mișcarea alimentelor prin tubul capilar al esofagului.
Partea anterioară a corpului viermelui conține esofagul și este de obicei mult mai îngustă decât partea posterioară a corpului care conține organele de reproducere. Amfidele au formă de buzunăraș.
Masculii au un singur spicul copulator.
Femelele sunt ovipare, au un singur ovar, ouăle neembrionate au un dop mucoid proeminent la fiecare pol. Vulva se află la originea porțiunii posterioare îngroșate a corpului, aproape de joncțiunea dintre esofag și intestin.
După NCBI familia Trichuridae conține câteva genuri:
- Anatrichosoma
- Capillaria
- Cystoopsis
- Trichuris